# 陈浥
陈浥（1957年9月—），北京电影学院教授，现任北京电影学院表演学院副院长、党总支书记。

## 生平
1982年毕业于北京电影学院表演系表演专业本科。曾任北京电影学院表演学院院长。
陈浥因翟天临学术不端事件引起外界关注，因其仅有本科学历且未有发表论文，其博士生导师资格受到质疑。2019年2月19日，北京电影学院发布微博表示，撤销翟天临博士学位，取消陈浥博导资格。